# August Kolb (inżynier)
August Kolb – polski inżynier
Dyrektor kopalń naftowych w Wańkowej i Borysławiu.
11 listopada 1937 został odznaczony Krzyżem Kawalerskim Orderu Odrodzenia Polski.